# Francis Jue
Francis Jue (San Francisco, 29 settembre 1963) è un attore statunitense.

## Biografia
Sesto di nove figli, Francis Jue nacque a San Francisco nel 1969 dagli immigrati sino-americani Frank e Jennie Jue. Dopo gli studi a Yale, esordì sulle scene newyorchesi nel 1984 con il musical Pacific Overtures. Cinque anni più tardi esordì a Broadway in M. Butterfly, che segnò l'inizio della fortunata collaborazione con il drammaturgo David Henry Hwang.
Sarebbe tornato a Broadway nel 2002 con il musical Thoroughly Modern Millie, nel 2004 con Pacific Overtures e nel 2024 con il dramma Yellow Face, che gli è valso l'Outer Critics Circle Award e il Tony Award al miglior attore non protagonista in un'opera teatrale. Aveva precedentemente recitato in un allestimento di Yellow Face al Public Theater dell'Off-Broadway nel 2008, vincendo un Obie Award e un Lucille Lortel Award per la sua interpretazione. 
Dal 2018 è sposato con il produttore Randy Adams, suo compagno dal 1988.

## Filmografia parziale

### Cinema
- Joyful Noise - Armonie del cuore (Joyful Noise), regia di Todd Graff (2012)
- Rumore bianco (White Noise), regia di Noah Baumbach (2022)
- Nostro figlio (Our Son), regia di Bill Oliver (2023)

### Televisione
- Una vita da vivere (One Life to Live) - serie TV, episodio 1x7668 (1998)
- Law & Order - Unità vittime speciali (Law & Order: Special Victims Unit) - serie TV, 4 episodi (2004-2013)
- The Good Wife - serie TV, episodi 1x12 e 1x13 (2010)
- Law & Order - I due volti della giustizia (Law & Order) - serie TV, episodio 1x10 (2010)
- Madam Secretary - serie TV, 22 episodi (2014-2019)
- Elementary - serie TV, episodio 5x2 (2016)
- Divorce - serie TV, episodio 1x5 (2016)
- New Amsterdam - serie TV, episodio 2x13 (2020)
- Great Performances - serie TV, episodio 52x16 (2025)

## Doppiatori italiani
Nelle versioni in italiano delle opere in cui ha recitato, Francis Jue è stato doppiato da:
- Alberto Caneva in The Good Wife